# Leichtathletik-Weltmeisterschaften 2017/10.000 m der Männer

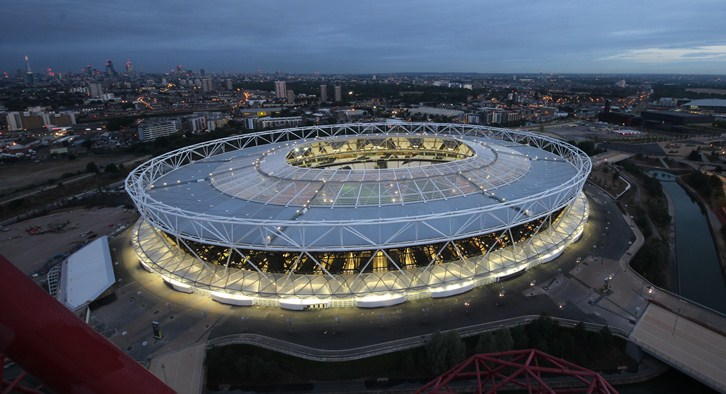
Das Olympiastadion London im Jahr 2017

Der 10.000-Meter-Lauf der Männer bei den Leichtathletik-Weltmeisterschaften 2017 wurde am 4. August 2017 im Olympiastadion der britischen Hauptstadt London ausgetragen.
Seinen dritten WM-Titel in Folge errang der zweifache Doppelolympiasieger über 5000/10.000 Meter und Vizeweltmeister von 2011 Mo Farah aus Großbritannien. Über 5000 Meter hatte er darüber hinaus dreimal WM-Gold (2011/2013/2015) gewonnen. Acht Tage später gab es für ihn WM-Silber über 5000 Meter.

Rang zwei belegte Joshua Cheptegei aus Uganda.

Wie schon bei den Weltmeisterschaften 2013 und 2015 ging die Bronzemedaille an den kenianischen Olympiazweiten von 2016 Paul Kipngetich Tanui.

## Rekorde

### Bestehende Rekorde
| Weltrekord               | Kenenisa Bekele | 26:17,53 min | Brüssel, Belgien          | 26. August 2005 |
| Weltmeisterschaftsrekord | Kenenisa Bekele | 26:46,31 min | WM in Berlin, Deutschland | 17. August 2009 |

Der bestehende WM-Rekord wurde bei diesen Weltmeisterschaften nicht eingestellt und nicht verbessert.

### Rekordverbesserungen

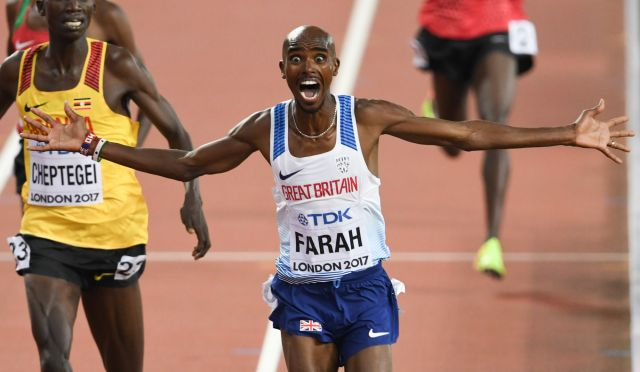
Zieleinlauf über 10.000 Meter

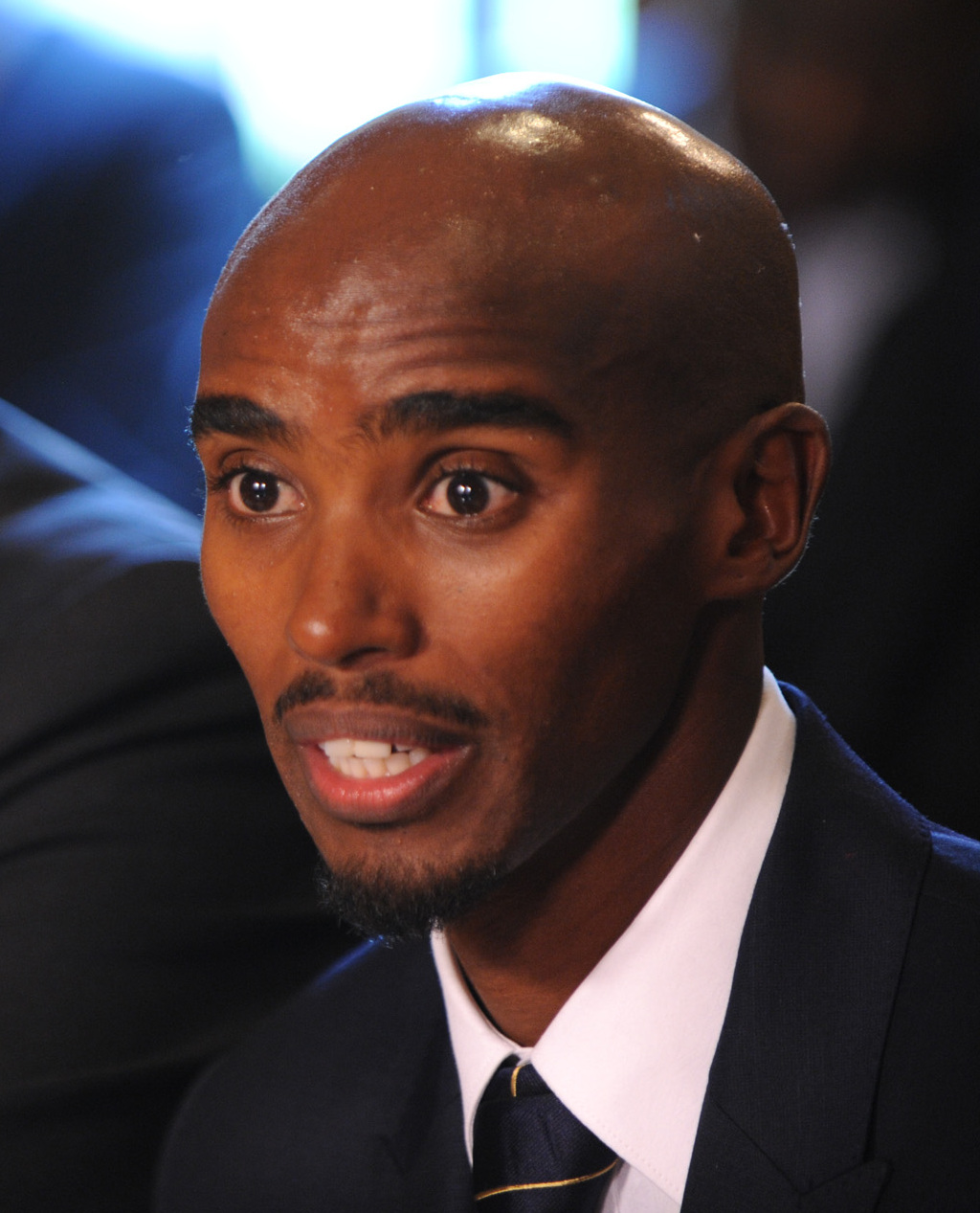
Weltmeister Mo Farah, Großbritannien

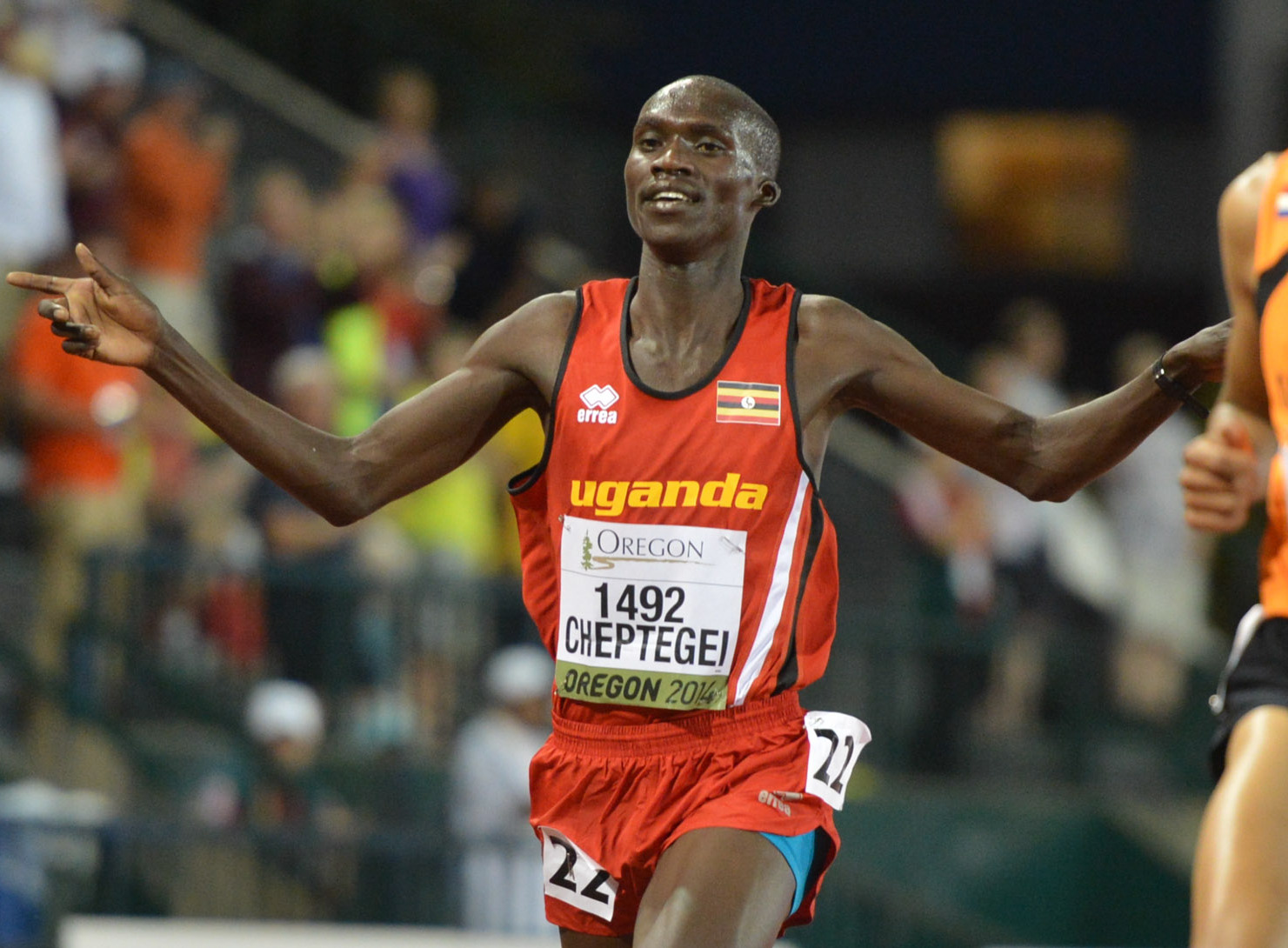
Vizeweltmeister Joshua Cheptegei

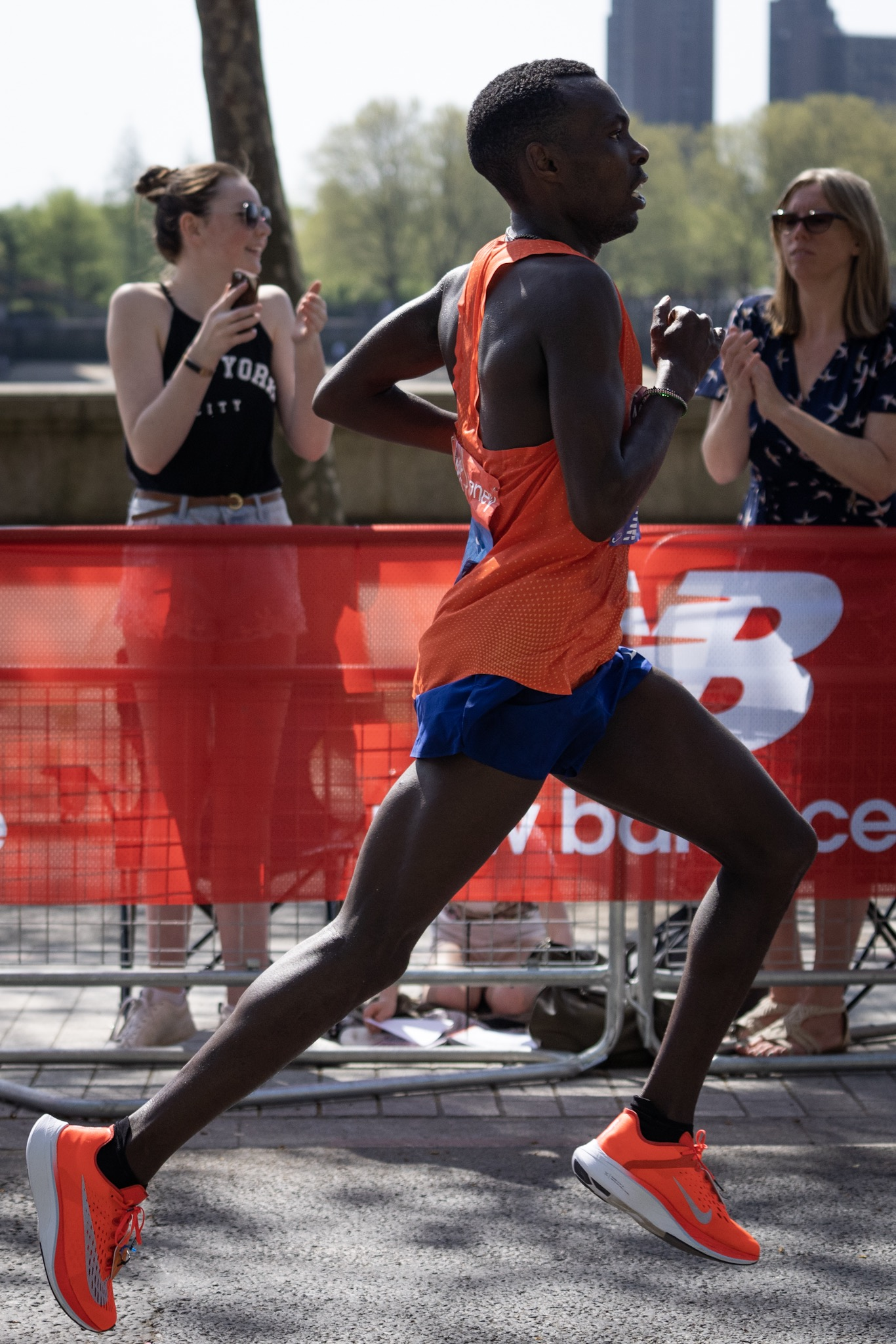
Bedan Muchiri belegte Rang vier

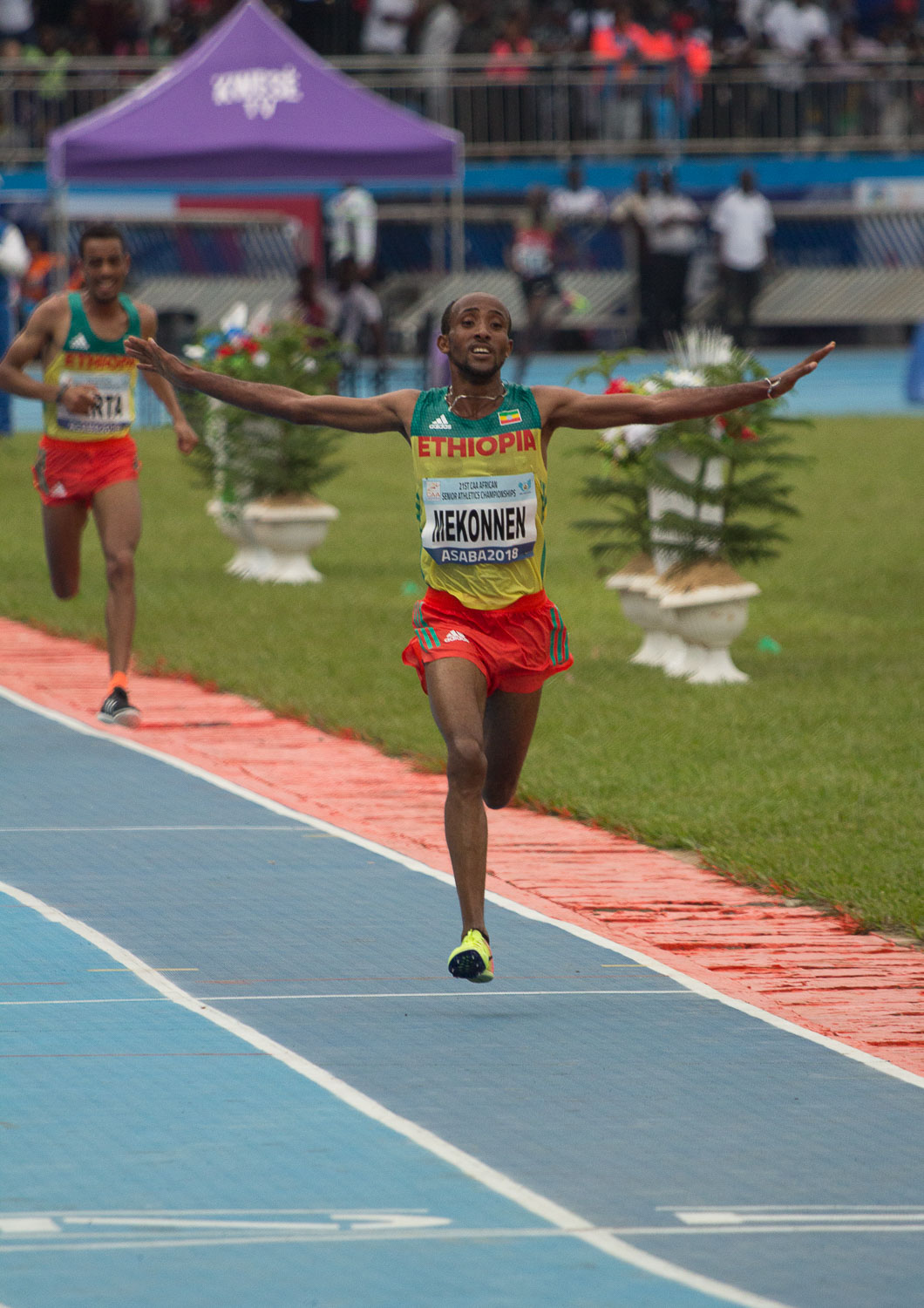
Jemal Yimer – Platz fünf

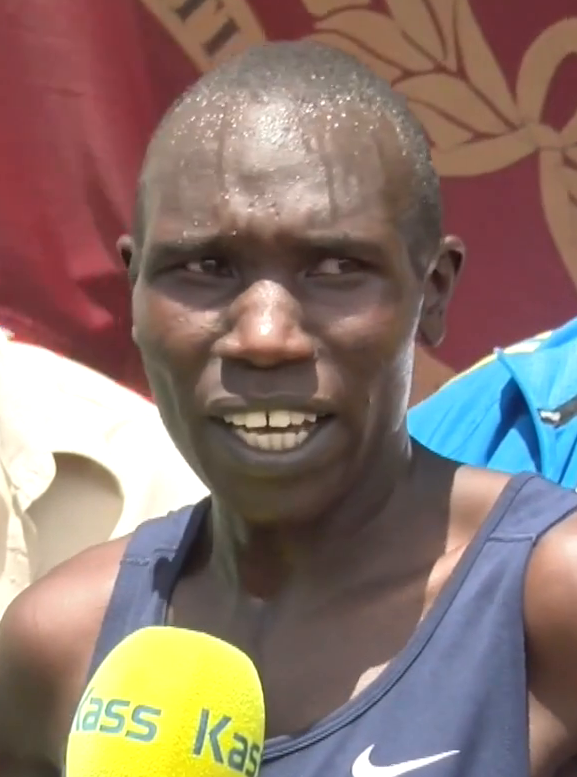
Geoffrey Kamworor wurde Sechster

Es gab eine Weltjahresbestleistung und einen Landesrekord.
- Weltjahresbestleistung: 26:49,51 min – Mo Farah, Großbritannien
- Landesrekord: 27:02,35 min – Mohammed Ahmed, Kanada

## Ausgangssituation
Wie auch im Rennen eine gute Woche später über 5000 Meter war zu klären, wie lange die Dominanz des Briten Mo Farah noch anhalten würde. Bei den Weltmeisterschaften 2011 war er Zweiter geworden, 2013 und 2015 hatte er jeweils Doppelsiege über 5000 und 10.000 Meter errungen wie auch bei den Olympischen Spielen 2012 und 2016. Zu seinen schärfsten Konkurrenten gehörten der Olympiazweite von 2016 und WM-Dritte von 2013 / 2015 Paul Kipngetich Tanui aus Kenia, dessen Landsmann Bedan Karoki, der zahlreiche vordere Platzierungen bei Weltmeisterschaften und Olympischen Spielen aufzuweisen hatte (unter anderem WM-Vierter 2015) sowie der US-Amerikaner Galen Rupp, Olympiazweiter von 2012, WM-Fünfter von 2015 und mit weiteren großen Erfolgen dekoriert.

## Rennverlauf
4. August 2017, 21:20 Uhr Ortszeit (22:20 Uhr MESZ)
Das Rennen wurde von Beginn an sehr unruhig gelaufen. Immer wieder setzten sich die kenianischen Läufer an die Spitze und legten Tempoverschärfungen ein. Farah ließ sich dadurch jedoch nicht aus der Ruhe bringen und lief mit teilweise bis zu zwanzig Metern Abstand zur Spitze sein eigenes Tempo. Auf der gesamten Strecke war das Tempo mit 1000-Meter-Abschnitten von rund 2:40 Minuten ausgesprochen hoch. Umso erstaunlicher war es, dass lange Zeit eine große Gruppe zusammenblieb. Erst nach der ersten Streckenhälfte begann die Bildung einer mit vierzehn Läufern anfangs noch großen Spitzengruppe, die bis zum Schlusskilometer auf neun Athleten zusammenschrumpfte. Gegen Ende des Rennens orientierte sich Farah weiter nach vorne, übernahm auch kurzzeitig die Führung. Auf den letzten 800 Metern wurde die Spitzengruppe aus acht Läufern vom Äthiopier Abadi Hadis angeführt. Knapp 700 Meter vor dem Ziel übernahm Farah die Spitze und verschärfte das Tempo.
Als es in die Schlussrunde ging, führte Farah vor den drei Kenianern Tanui, Muchiri und Geoffrey Kamworor sowie Joshua Cheptegei aus Uganda und dem Äthiopier Jemal Yimer. Alle anderen Konkurrenten hatten inzwischen den Anschluss auf diese sechs Läufer verloren. In der nun folgenden Kurve kam Farah etwas aus dem Tritt, als er auf die Innenkante trat, konnte jedoch seine Führung behaupten. Auf der Gegengeraden mussten zunächst Kamworor und dann auch Yimer abreißen lassen. Auf der Zielgeraden war Mo Farah wiederum der Schnellste und sicherte sich seinen sechsten Weltmeistertitel in Folge. Silber ging an Joshua Cheptegei, der durch eine Beschleunigung auf den Schlussmetern Paul Tanui passierte und auf Rang drei verwies. Vierter wurde wie schon bei den Weltmeisterschaften zuvor Bedan Muchiri. Die nächsten Plätze belegten Jemal Yimer – Fünfter, Geoffrey Kamworor – Sechster, Abadi Hadis – Siebter – und der Kanadier Mohammed Ahmed als Achter mit neuem Landesrekord.
| Zwischenzeiten      | Zwischenzeiten | Zwischenzeiten                                       | Zwischenzeiten |
| Zwischenzeit- Marke | Zwischenzeit   | Führende(r)                                          | 1000-m-Zeit    |
| ------------------- | -------------- | ---------------------------------------------------- | -------------- |
| 1000 m              | 2:39,48 min    | Joshua Cheptegei vor dem geschlossenen Feld          | 2:39,48 min    |
| 2000 m              | 5:25,45 min    | Geoffrey Kamworor vor dem geschlossenen Feld         | 2:45,97 min    |
| 3000 m              | 8:09,13 min    | Joshua Cheptegei vor dem geschlossenen Feld          | 2:43,68 min    |
| 4000 m              | 10:53,80 min   | Joshua Cheptegei in einer großen Führungsgruppe      | 2:44,67 min    |
| 5000 m              | 13:33,74 min   | Bedan Muchiri in einer großen Führungsgruppe         | 2:39,94 min    |
| 6000 m              | 16:17,50 min   | Geoffrey Kamworor in einer 14köpfigen Führungsgruppe | 2:43,76 min    |
| 7000 m              | 19:02,21 min   | Joshua Cheptegei in einer 14köpfigen Führungsgruppe  | 2:44,71 min    |
| 8000 m              | 21:40,98 min   | Joshua Cheptegei in einer 12köpfigen Führungsgruppe  | 2:38,77 min    |
| 9000 m              | 24:20,05 min   | Abadi Hadis mit einer 9köpfigen Spitzengruppe        | 2:39,07 min    |
| 10.000 m            | 26:49,51 min   | Mo Farah                                             | 2:29,46 min    |

## Ergebnis
| Platz | Athlet                 | Land           | Zeit (min)  |
| ----- | ---------------------- | -------------- | ----------- |
|       | Mo Farah               | Großbritannien | 26:49,51 WL |
|       | Joshua Cheptegei       | Uganda         | 26:49,94 PB |
|       | Paul Kipngetich Tanui  | Kenia          | 26:50,60 SB |
| 04    | Bedan Karoki           | Kenia          | 26:52,12 PB |
| 05    | Jemal Yimer            | Äthiopien      | 26:56,11 PB |
| 06    | Geoffrey Kamworor      | Kenia          | 26:57,77 SB |
| 07    | Abadi Hadis            | Äthiopien      | 26:59,19 SB |
| 08    | Mohammed Ahmed         | Kanada         | 27:02,35 NR |
| 09    | Shadrack Kipchirchir   | USA            | 27:07,55 PB |
| 10    | Andamlak Belihu        | Äthiopien      | 27:08,94 PB |
| 11    | Aron Kifle             | Eritrea        | 27:09,92 PB |
| 12    | Abraham Cheroben       | Bahrain        | 27:11,08 NR |
| 13    | Leonard Essau Korir    | USA            | 27:20,18 PB |
| 14    | Timothy Toroitich      | Uganda         | 27:21,09 PB |
| 15    | Hassan Mead            | USA            | 27:32,49 PB |
| 16    | Zane Robertson         | Neuseeland     | 27:48,59 SB |
| 17    | Hiskel Tewelde         | Eritrea        | 27:49,62 SB |
| 18    | Moses Kurong           | Uganda         | 27:50,71    |
| 19    | Onesphore Nzikwinkunda | Burundi        | 28:09,98 PB |
| 20    | Stephen Mokoka         | Südafrika      | 28:14,67 SB |
| 21    | Bayron Piedra          | Ecuador        | 28:50,72 SB |
| 22    | Patrick Tiernan        | Australien     | 29:23,72    |
| DNF   | Nguse Amlosom          | Eritrea        |             |
| DNF   | Polat Kemboi Arıkan    | Türkei         |             |
| DNS   | Yenew Alamirew         | Äthiopien      |             |
| DNS   | Galen Rupp             | USA            |             |

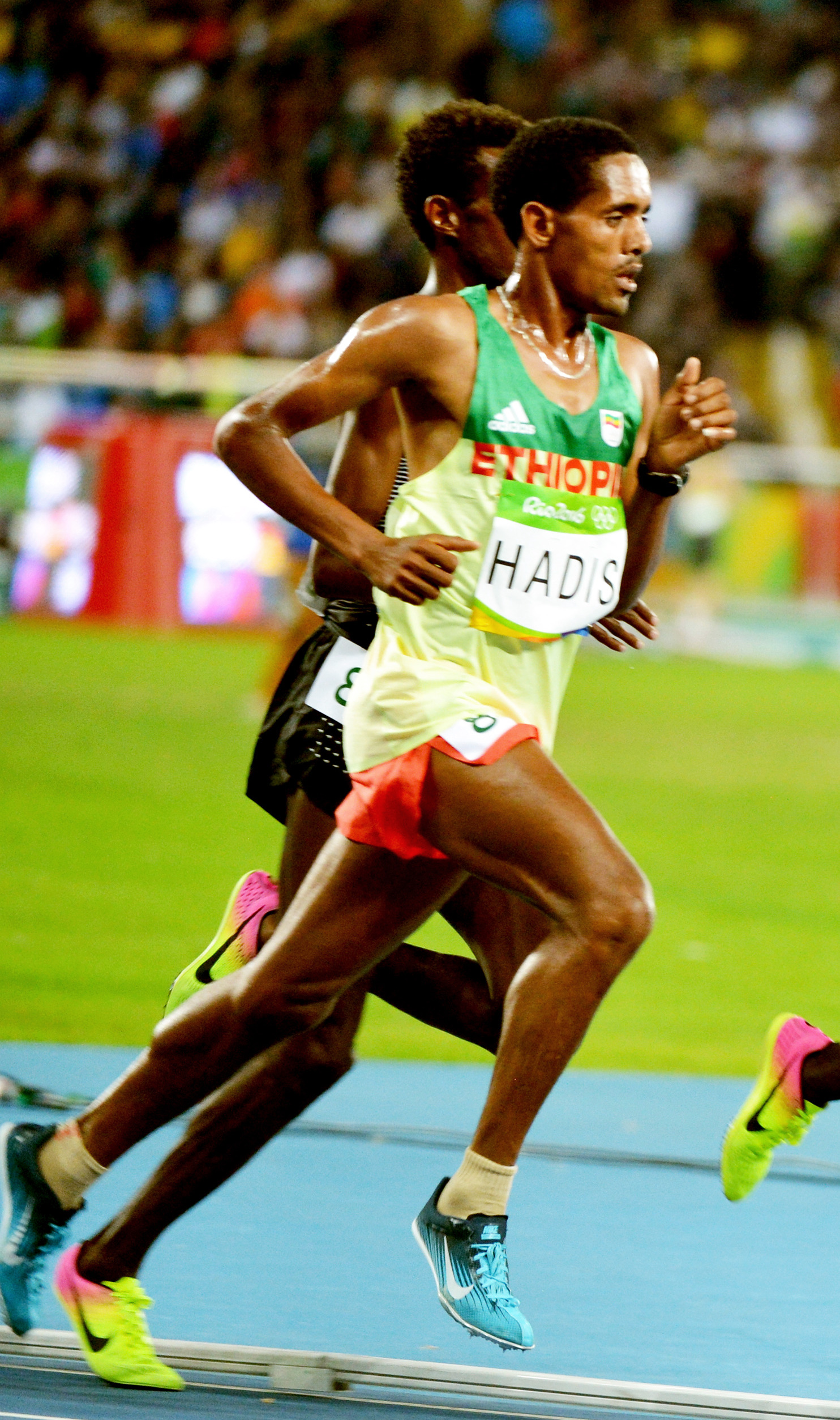
Rang sieben für Abadi Hadis
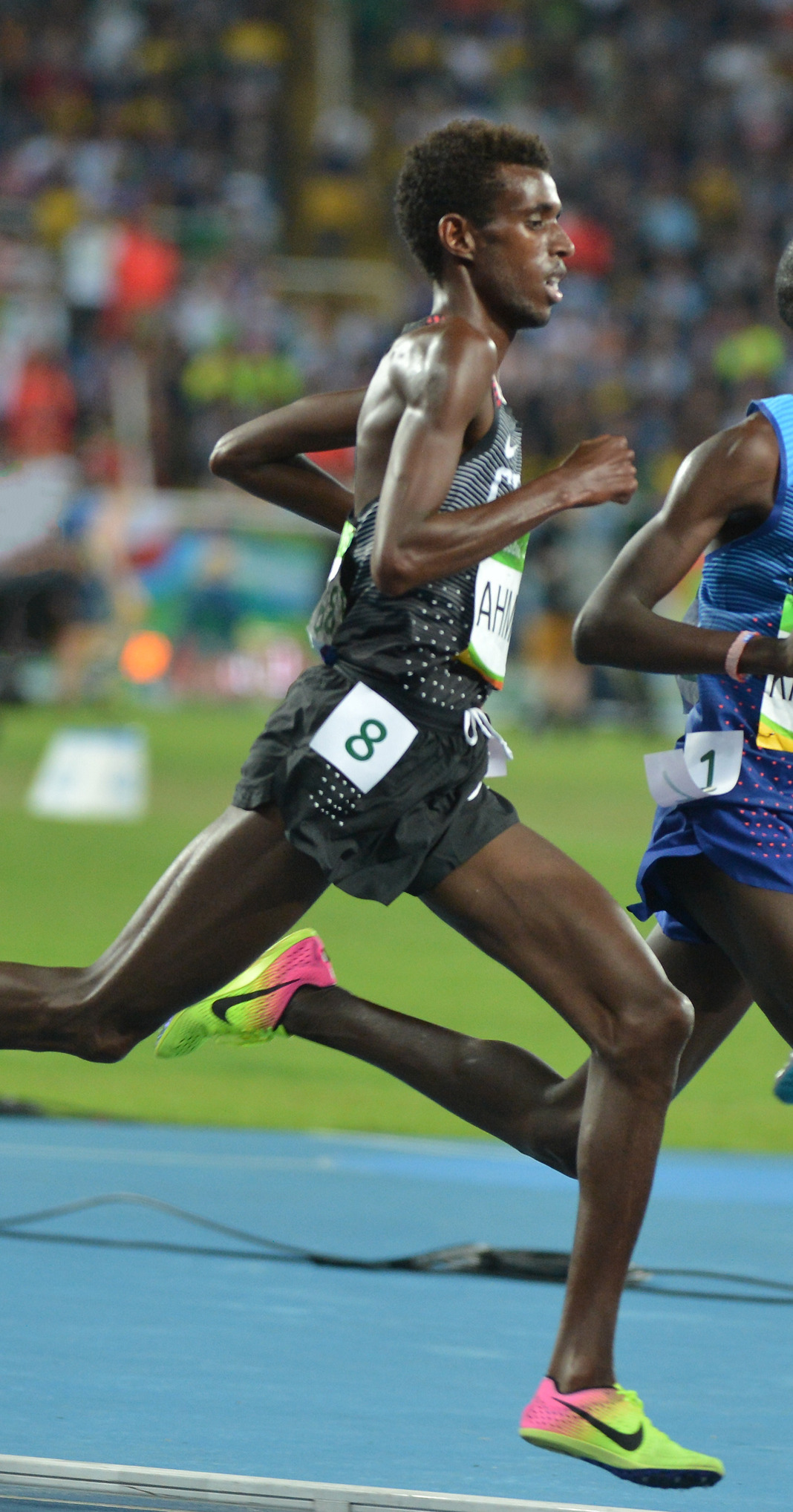
Mohammed Ahmed kam mit neuem Landesrekord auf den achten Platz
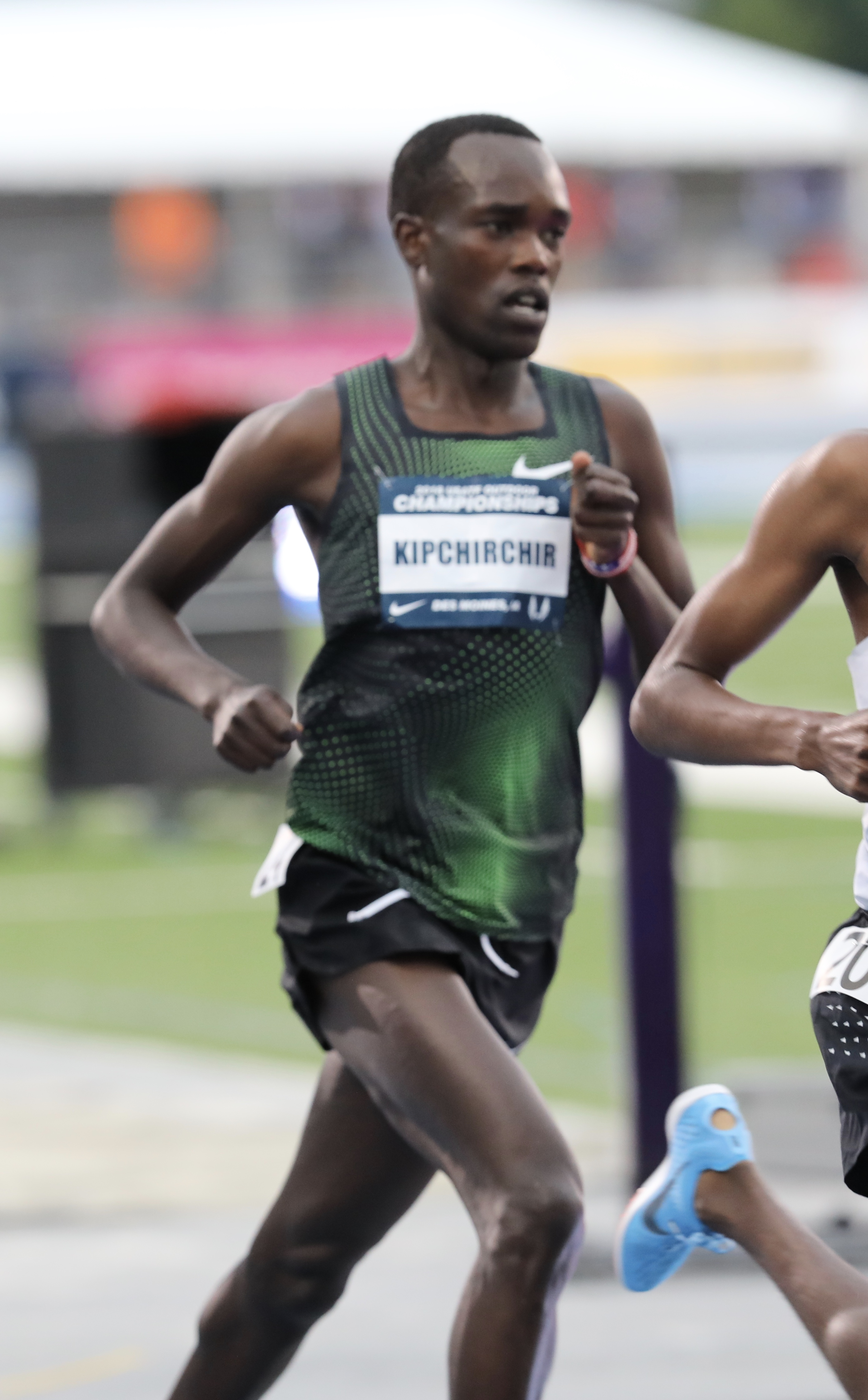
Shadrack Kipchirchir erreichte Rang neun
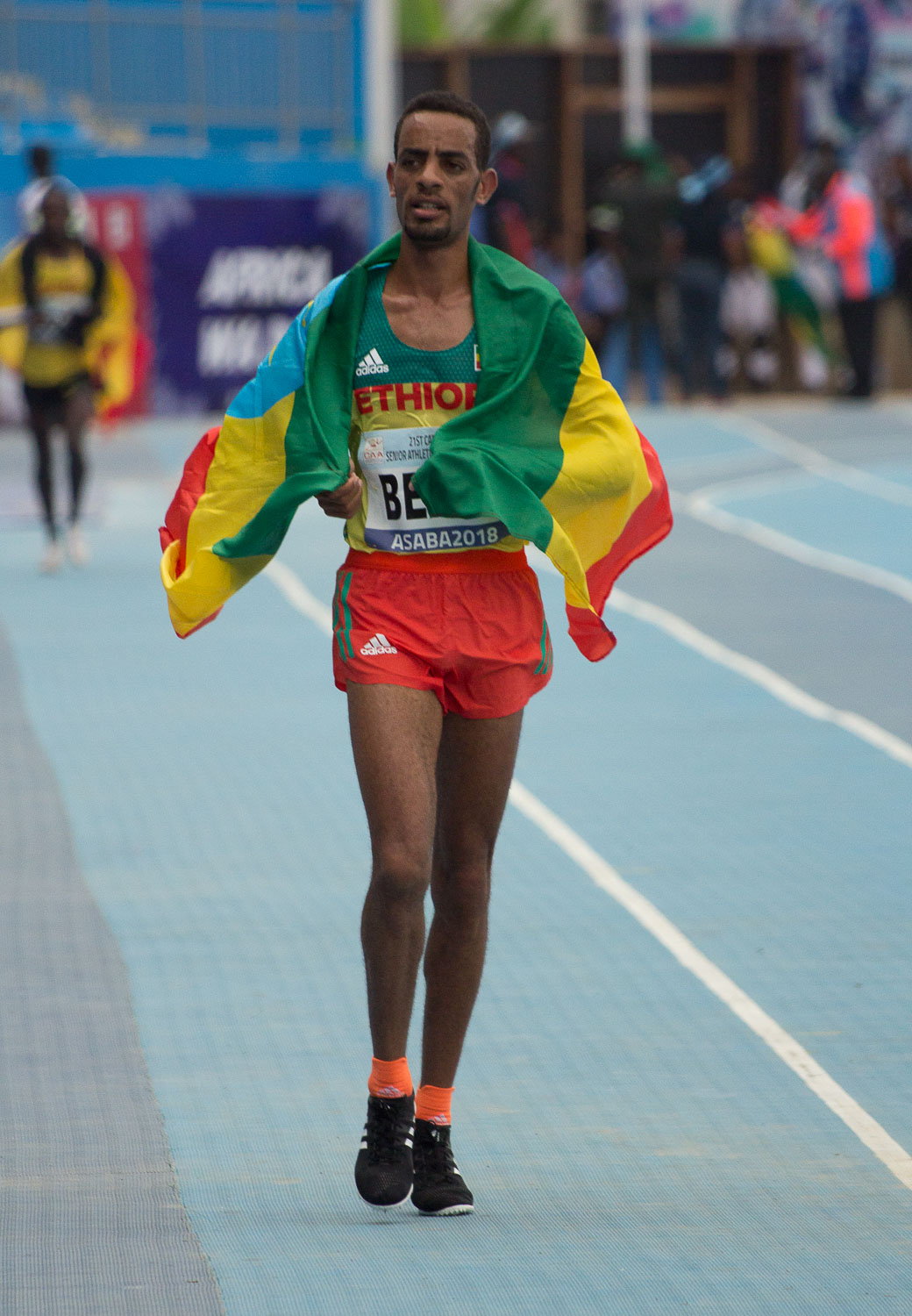
Andamlak Belihu – Platz zehn
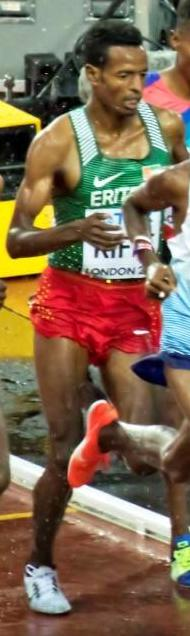
Aaron Kifle kam auf Platz elf
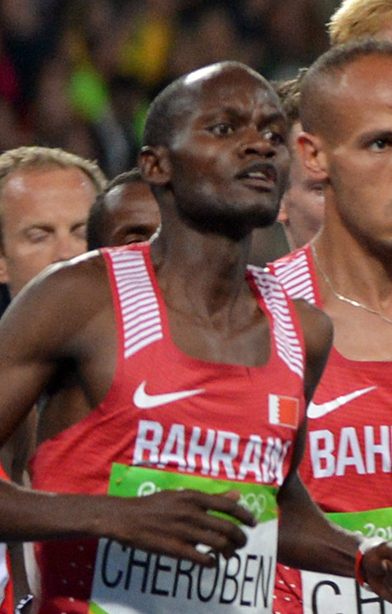
Rang zwölf für Abraham Cheroben
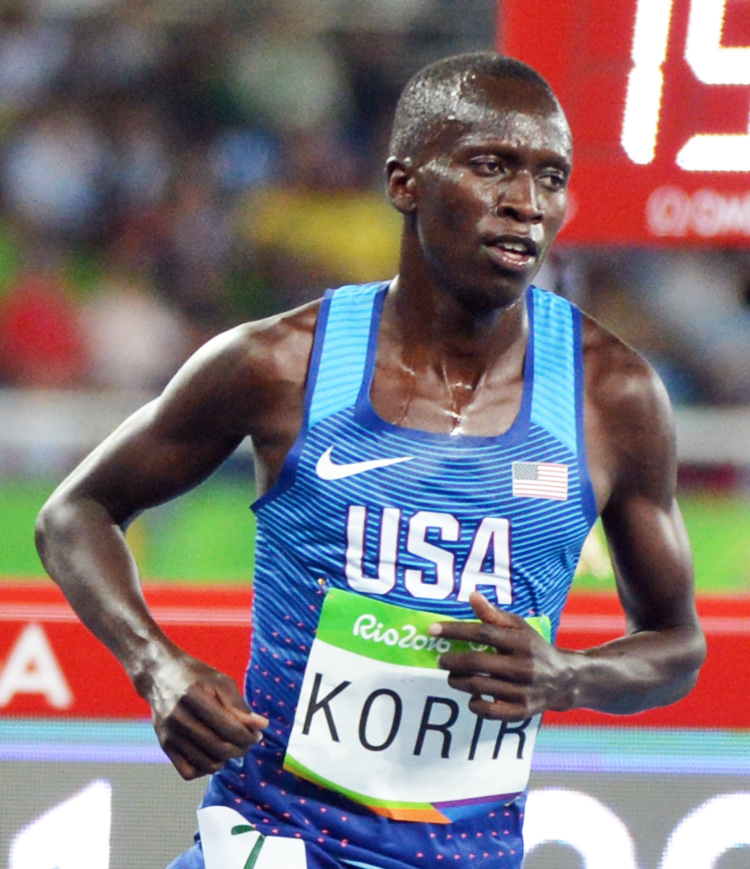
Leonard Korir wurde Dreizehnter
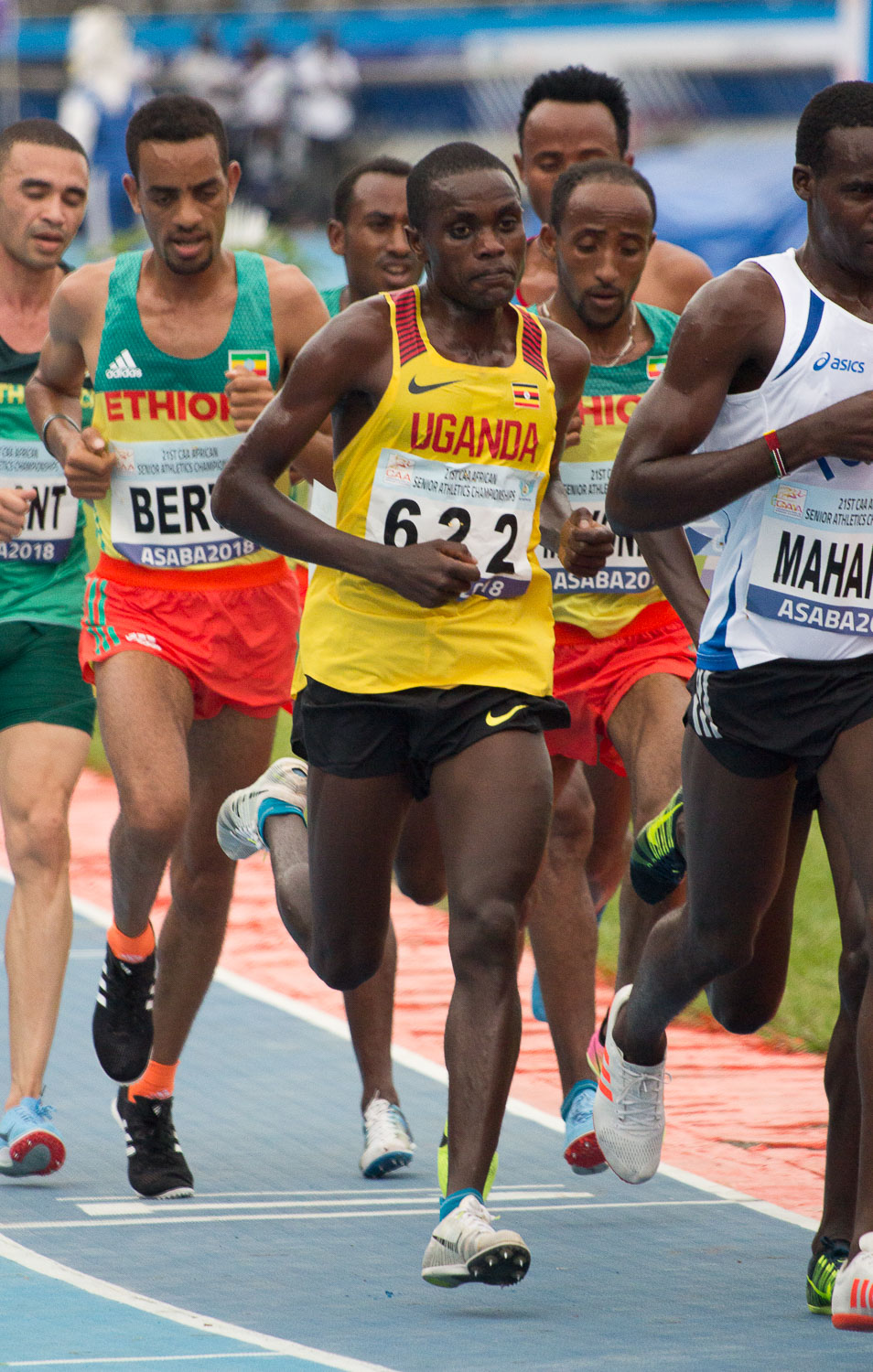
Timothy Toroitich (gelbes Trikot) – Platz vierzehn
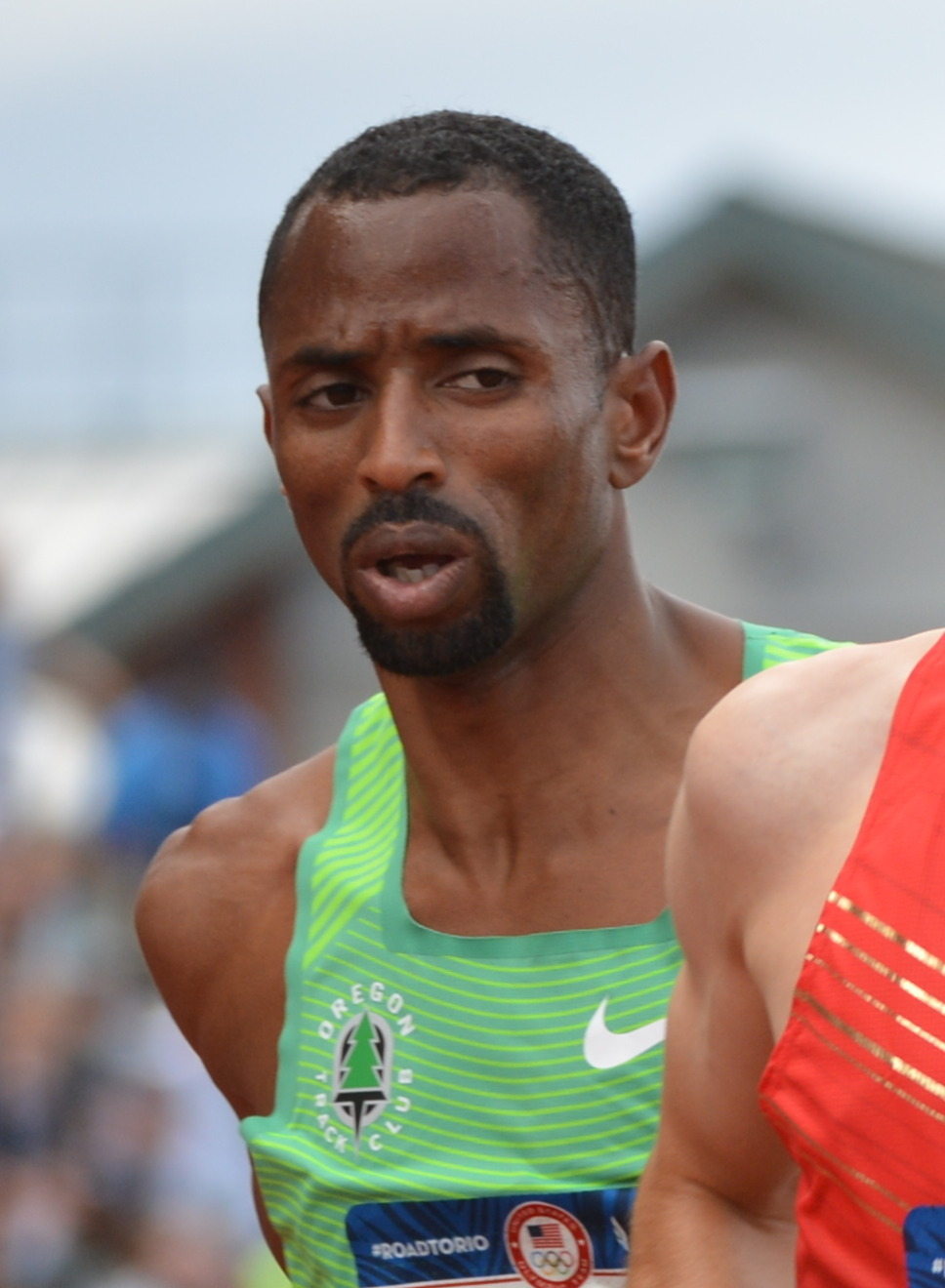
Hassan Mead belegte Rang fünfzehn
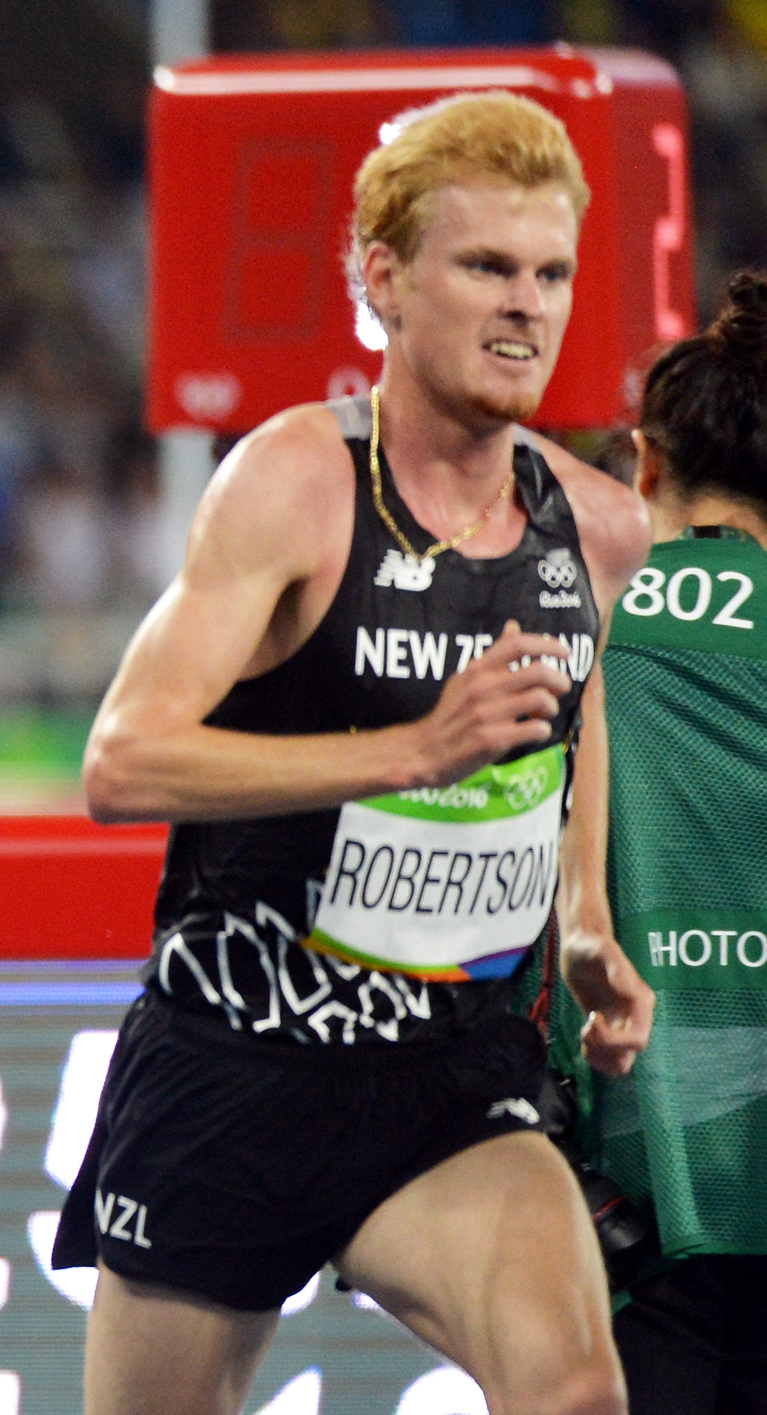
Zane Robertson kam auf den sechzehnten Platz
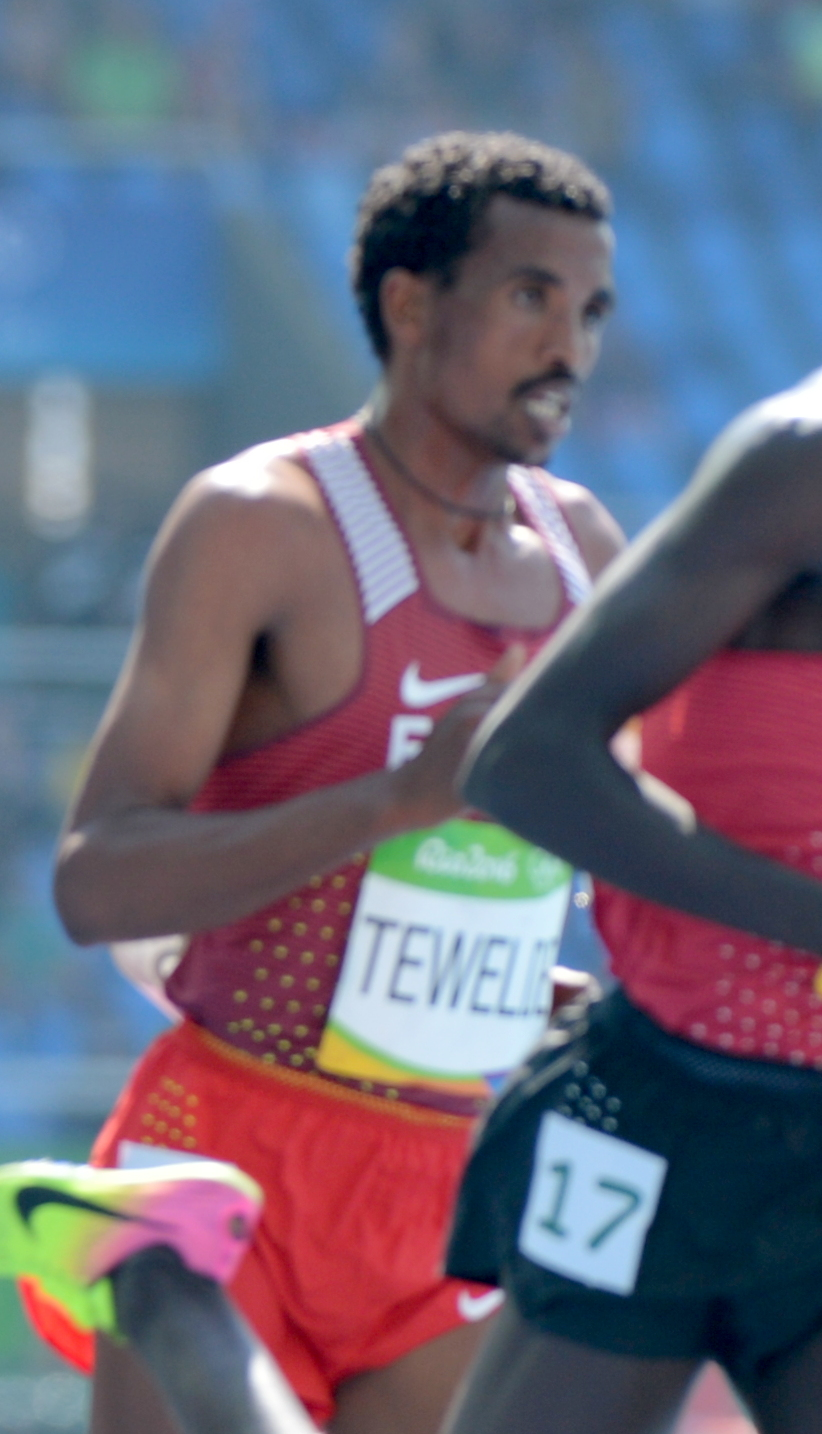
Hiskel Tewelde erreichte Platz siebzehn
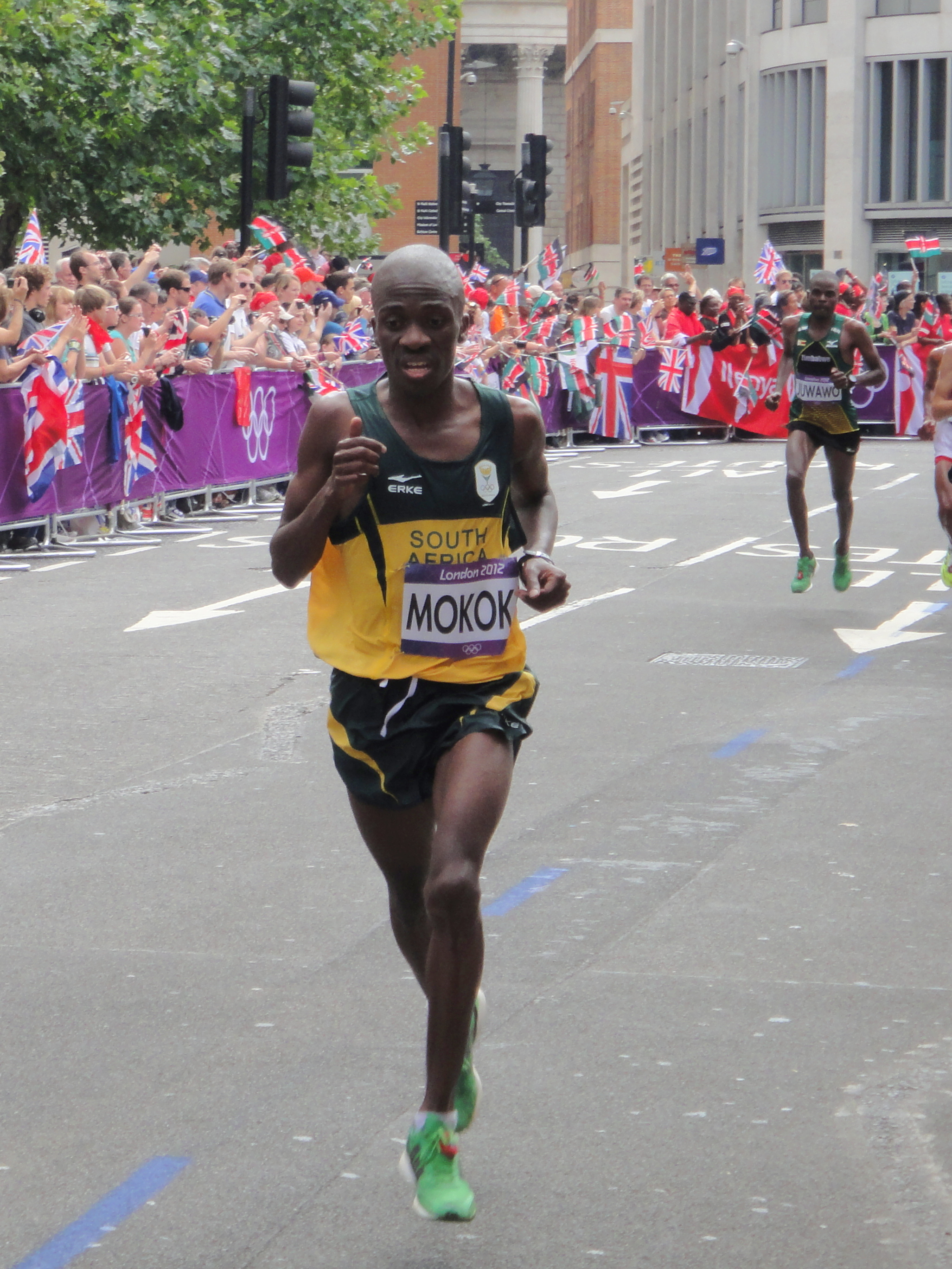
Stephen Mokoka – Rang zwanzig
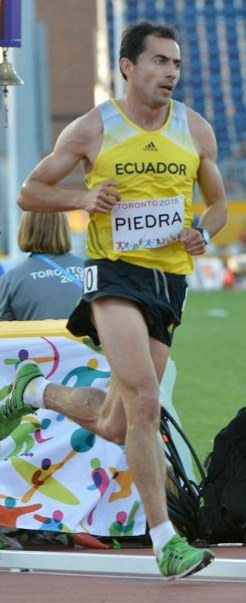
Bayron Piedra – Platz 21
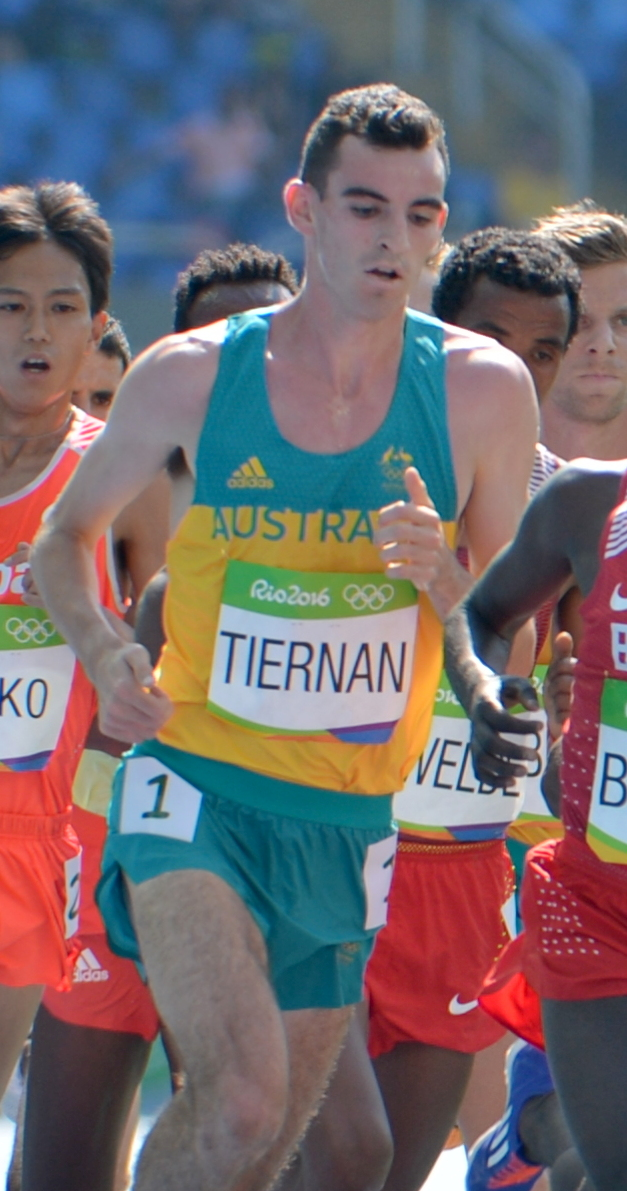
Patrick Tiernan – Rang 22
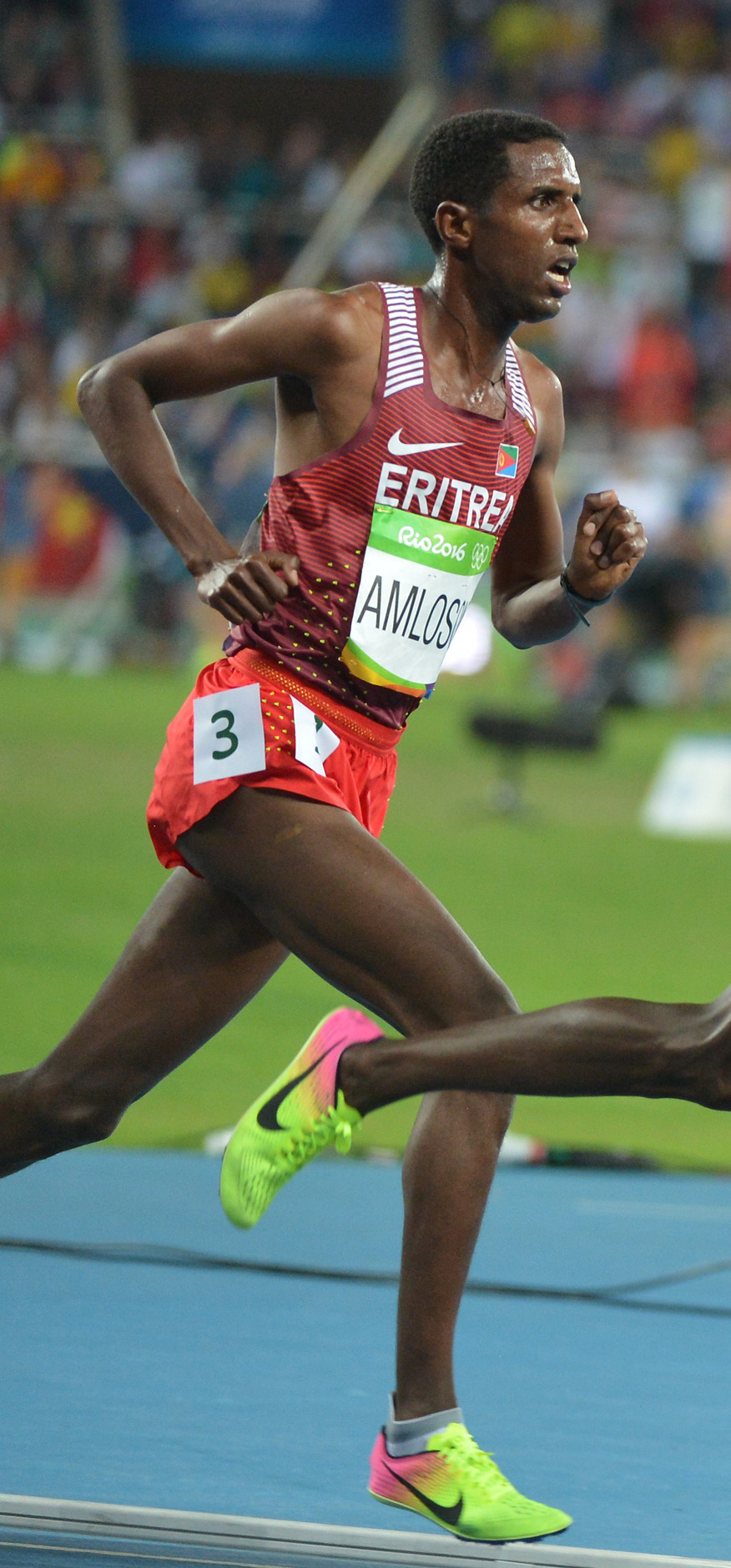
Nguse Amlosom – nicht im Ziel
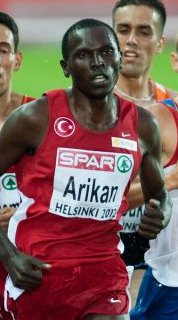
Polat Kemboi Arıkan gab das Rennen auf

## Video
- 10000m Final - Athletics World Championships 2017 London - Mo Farah Win, youtube.com, abgerufen am 27. Februar 2021